# Molécule mésonique
Une molécule mésonique est composée d'au moins deux mésons, liés entre eux par l'interaction forte,. Contrairement aux molécules baryoniques, leur existence doit encore être confirmée (2012). La X(3872) découverte en 2003 et la Z(4430) découverte en 2007 par l'expérience Belle en seraient deux exemples.